# Theodor Hertzka

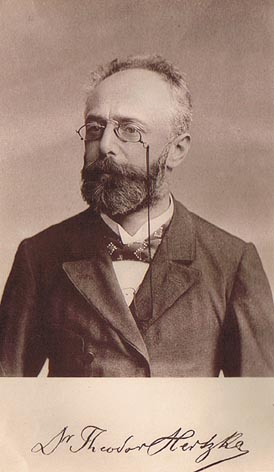
Theodor Hertzka

Theodor Hertzka, auch Hertzka Tivadar, (* 13. Juli 1845 in Pest, Kaisertum Österreich; † 22. Oktober 1924 in Wiesbaden) war ein österreichischer Nationalökonom, Journalist und Publizist.

## Leben
Theodor Hertzka stammte aus einer konservativen jüdischen Familie. Nach dem Schulbesuch in seiner Heimatstadt studierte er Nationalökonomie an der Universität Wien und später an der Loránd-Eötvös-Universität in Budapest. Bereits sehr früh machte er sich als Verfasser volkswirtschaftlicher Artikel einen Namen. Im Jahr 1872 erhielt Hertzka eine Anstellung bei der Wiener Neuen Freien Presse, wo er als Redakteur für den Wirtschaftsteil verantwortlich zeichnete. Seine journalistischen Beiträge aus dieser Zeit zeigen ihn als profunden Kenner der seinerzeit bedeutendsten ökonomischen Theorien. Besonders interessiert war Hertzka an handelspolitischen und währungstechnischen Problemen.
1874 gründete Hertzka im Verein zusammen mit einigen Gleichgesinnten die Gesellschaft österreichischer Volkswirte.
1879 machte sich Hertzka selbstständig, gründete die Wiener Allgemeine Zeitung und leitete diese als Herausgeber bis 1896. Aus dieser Zeit stammte auch seine Freundschaft mit Theodor Herzl, der in diesen Jahren in Paris für die Neue Freie Presse arbeitete.
Nach dem Ersten Weltkrieg ließ sich Hertzka in Wiesbaden nieder, wo er 1924 im Alter von  79 Jahren starb.

## Volkswirtschaft
Neben seiner journalistischen Tätigkeit machte sich Hertzka durch wirtschaftliche Vorschläge und Theorien einen Namen, welche seinen Zeitgenossen utopisch, aus heutiger Sicht (2006) aber durchaus realistisch anmuten. In seiner Schrift „Das Personenporto“ schlug er z. B. vor, einen billigen Einheitstarif im Personenverkehr der Eisenbahnen einzuführen.

## Freiland

Titelblatt von Theodor Hertzkas Buch Freiland (1896)

Sein Buch „Freiland, ein soziales Zukunftsbild“ beschreibt im Stile einer Reportage die auf detaillierten nationalökonomischen Betrachtungen basierende Utopie einer Siedlungsgenossenschaft im heutigen Kenia. Die Schrift fand viele Anhänger. Franz Oppenheimer, Gustav Lilienthal und sein Bruder Otto gehörten dazu. In mehreren Ländern bildeten sich „Freiland-Vereine“. Die noch heute existierenden Projekte Obstbaugenossenschaft Eden (1893) und Siedlungsgenossenschaft Freie Scholle (1895) waren bei ihrer Gründung deutlich vom Gedankengut des Buches beeinflusst. Ein Umsetzungsversuch am Originalschauplatz (Kenia) im Februar 1894 scheiterte allerdings.
1896 erschien das Buch bereits in zehnter Auflage. Die Fortsetzung Eine Reise nach Freiland setzt sich, wiederum in Romanform, mit Detailfragen (Unternehmensgründungen, Missbrauch und Haftung bei Krediten) auseinander. Im Vorwort heißt es: „Zunächst das Geständnis, daß dieses Büchlein eine Tendenzschrift im schlimmsten Sinne des Wortes ist. Unter dem Deckmantel der Unterhaltung und Belehrung will sie den Leser nicht bloß für eine bestimmte Meinung, sondern geradezu für bestimmte Handlungen gewinnen.“
Die Freilandsutopie ist durch die Ansichten Eugen Dührings beeinflusst, der in Kapitalzins und Bodenrente die Übel des bestehenden Wirtschaftssystems sieht. Da Hertzka seine Theorien auch auf dem Werk Ein Rückblick aus dem Jahre 2000 auf das Jahr 1887 des US-amerikanischen Schriftstellers Edward Bellamy aufbaute, wurde er von Zeitgenossen auch der „Österreichische Bellamy“ genannt.

## Schriften
- Die Mängel des österreichischen Aktiengesetzentwurfs. Wien 1875
- Währung und Handel. Wien 1876 Digitalisat
- Die Gesetze der Handelspolitik. Leipzig 1880
- Das Personenporto. Wien 1885 Digitalisat
- Die Gesetze der sozialen Entwickelung. Leipzig 1886 Digitalisat
- Das Wesen des Geldes. Leipzig 1887 Digitalisat
- Freiland. Ein sociales Zukunftsbild. 1890 Zusammenfassung und Auszüge, Englische Ausgabe von 1891 im Projekt Gutenberg, Digitalisat der vierten Auflage. Neuausgabe Hofenberg, Berlin 2017, ISBN 978-3-7437-2006-0
- Eine Reise nach Freiland. Leipzig 1893. Neuausgabe Hofenberg, Berlin 2017, ISBN 978-3-7437-2008-4
- Entrückt in die Zukunft. Ein sociales Zukunftsbild. Berlin 1895
- Freiland : ein soziales Zukunftsbild. Dresden 1896 10. durchges. Auflage Digitalisat
- Das soziale Problem, 1912 Digitalisat